# Foiled Again
A Foiled Again a Speedy Ortiz harmadik stúdióalbuma, amelyet 2016. június 3-án adott ki a Carpark Records.

## Számlista
Az összes dal szerzője Sadie Dupuis. 
| 1.    | Death Note                        | 3:44 |
| 2.    | Puffer (Lazerbeak-remix Lizzoval) | 2:45 |
| 3.    | Emma O                            | 3:23 |
| 4.    | Puffer (Open Mike Eagle-remix)    | 3:03 |
| 12:45 |                                   |      |